# Lark Rise to Candleford
Lark Rise to Candleford ist eine Trilogie von Flora Thompson, zusammengestellt aus ihren drei früheren autobiographischen Romanen und erschien erstmals im Jahre 1945. In fiktionalisierter Form schildert sie die Sozialgeschichte der ländlichen Bevölkerung Oxfordshires am Ende des 19. Jahrhunderts basierend auf ihren eigenen Kindheits- und Jugenderfahrungen der gleichen Zeit.

## Gegenstand und Charakter der Darstellung
Dabei schildert sie als einzige Autorin dieser Zeit sowohl das Leben in Weiler, Dorf und Kleinstadt und nicht nur das individuelle Leben, sondern auch das der Gruppen.
Das Besondere an Thompsons Darstellung ist, dass sie alle Personen und Verhältnisse mit Sympathie darstellt, ohne irgendetwas heimattümlich zu beschönigen.
Die soziale Situation im Weiler kennzeichnet sie mit dem Bild einer von Not und Mangel belagerten Festung, die deren Ansturm nur mit Hilfe strenger Sitten und sozialer Kontrolle standhalten kann. Als kennzeichnendes Beispiel dafür berichtet sie von der kleinen ökonomischen Revolution im Weiler, als ein Bierhändler das Monopol des Pubs bricht, indem er den Haushalten ihre eigenen Bierfässer liefert. Dass führt dazu, dass nicht nur die Männer täglich ein Bier im Pub trinken, sondern in der emanzipierteren häuslichen Situation gelegentlich auch die Frauen (sonst war das nur zu hohen Festtagen vorgekommen) und dass die Männer gelegentlich auch mehr als ein Glas trinken. Binnen kurzem erweist sich, dass damit das Haushaltsbudget des Durchschnittshaushalts trotz des niedrigeren Bierpreises weit überfordert ist. Wegen der Zahlungsschwierigkeiten seiner Kunden gibt der Bierhändler daher seine Lieferungen auf. Das alte Vorrecht der Männer auf Alkohol und das Monopol des Pub kehren wieder zurück. So ist der Angriff des Fortschritts auf das prekäre finanzielle Gleichgewicht der landlosen Landarbeiterfamilien abgewehrt worden. 
Andererseits erhält Thompsons Darstellung nicht die Form einer sozialen Anklage, vielmehr zeichnet sie im Bewusstsein, welche Kultur damals verloren ging, genau die aussterbenden Bräuche der agrarischen Welt auf. So berichtet sie, dass die Landarbeiter begeistert „God bless the people's William“ sangen, weil Gladstone ihnen anders als die Konservativen ihre Sache zu vertreten schien, und dass ein Dreiundachtzigjähriger noch aus mündlicher Familienüberlieferung die 1776 erstmals schriftlich festgehaltene Volksballade „An outlandish knight“ vortrug, die man freilich nur aus Respekt vor seinem Alter anhörte. Diese Gesänge, die die Pubbesucher noch in einer Gemeinschaft vereinigten, sieht sie als Zeichen der „verlorengegangenen Kunst, mit Wenigem glücklich zu sein.“

## Ausgaben
- Lark Rise to Candleford, Penguin Books 1973
- Lark Rise to Candleford  (E-Buch)
- Flora Thompson: Landliebe, übersetzt von Hans J. Schütz, Deutsche Übersetzung einer gekürzten Ausgabe von 1983, Wolfgang Krüger Verlag, 1988
- Flora Thomson: Lark Rise Over to Candleford Candleford Green, (Maschinenübersetzungen des vollständigen Originals, teilverbessert)

## Bearbeitungen
Keith Dewhurst schrieb nach diesen Romanen die Theaterstücke Lark Rise und Candleford, die 1978/79 unter Mitwirkung der Folkrock-Gruppe The Albion Band am National Theatre London aufgeführt wurden.
2008 wurde eine gleichnamige Fernsehserie nach diesem Roman von zehn Folgen ausgestrahlt. 2011 erschien die bislang vierte Staffel.